# جارکند

جارکند

جارکند یا جارخند (هندی: झारखंड انگلیسی: Jharkhand اردو: جهارکهنڈ) ایالتی در شرق کشور هند است.
این ایالت در ۱۵ نوامبر ۲۰۰۰ از بخش جنوبی ایالت بیهار جداشد و اکنون از شمال با این ایالت، از غرب با اوتار پرادش و چتیسگر، از جنوب با اوریسا و از شرق با بنگال غربی هم‌مرز است و ۷۴٫۶۷۷ کیلومتر مربع مساحت دارد. شهر صنعتی رانچی پایتخت این ایالت است.